# セルゲイ・ステパーシン内閣
セルゲイ・ステパーシン内閣（ロシア語: Правительство Степашина）は、ボリス・エリツィンロシア連邦大統領時代、セルゲイ・ステパーシンがロシアの首相に任命され成立したロシア連邦の内閣。1999年5月19日から同年8月9日まで続いた。
内閣の構成は、1999年5月25日付けロシア連邦大統領令（ウカース）第651号（「行政権の連邦機関の構成」）によって承認された。

## 概要
セルゲイ・キリエンコ内閣がロシア金融危機によって倒れた後を襲ったエフゲニー・プリマコフ首相は、老練な政治手腕を発揮し、ロシア連邦共産党を始め閣僚を輩出した各党派の支持と自身の出身母体でもある旧ソ連国家保安委員会（KGB）、ロシア連邦保安庁の人脈を活用して、徐々に政局の安定を取り戻していった。一方、ボリス・エリツィン大統領は、1998年10月11日、訪問中のウズベキスタンで歓迎式典中に大きくよろめき、モスクワ郊外で静養したことをきっかけに健康不安による大統領早期退陣を求める声が高まり始めた。さらに1999年2月から、新興財閥ロゴヴァス・グループの総帥でボリス・ベレゾフスキー独立国家共同体（CIS）執行書記、エリツィンの次女タチアナ・ディアチェンコ大統領補佐官、アレクサンドル・ヴォローシン大統領府長官エリツィン側近らセミヤーの汚職疑惑が持ち上がった。ロシア連邦議会下院国家会議は共産党が第一党にあり、共産党主導で大統領弾劾によるエリツィン罷免に動いた。議会の動きに対してポスト・エリツィンの最有力候補に浮上したプリマコフは積極的に反対せずエリツィンの怒りを買う。1999年5月11日、下院国家会議は大統領弾劾問題の審議を13日から開始することを決定したが、5月12日、エリツィン大統領は先手を打ってプリマコフ首相を解任、首相代行にセルゲイ・ステパーシン第一副首相兼内相を任命した。5月15日、下院国家会議は、エリツィン大統領弾劾動議案に関して票決し、弾劾に必要な賛成票が3分の2に達せず成立しなかった。5月19日、下院国家会議はステパーシン首相就任を賛成多数で承認した。
ステパーシンは、内相の前に法相、連邦保安庁長官を歴任した治安畑の官僚であり、エリツィンは共産党を中心とする反対党への対応やセミヤーの権益保持のために彼を首相に任命した。
5月21日、エリツィン大統領とステパーシン首相は会談し、ニコライ・アクショーネンコ前鉄道相を第一副首相に任命した。アクショーネンコの第一副首相就任を強く推薦したのはベレゾフスキーであるとされる。プリマコフ内閣の退陣とステパーシン内閣の成立にはベレゾフスキーらエリツィン側近であるセミヤーが深く関与した。アクショーネンコは第一副首相は自分ひとりを主張しステパーシン首相と対立し、ステパーシンは5月25日、ミハイル・ザドルノフ蔵相をマクロ経済、財政担当の第一副首相に任命するが、後継蔵相にミハイル・カシヤノフ第一大蔵次官を任命したことに反発したザドルノフはわずか4日後の5月28日、第一副首相を辞任した。ザドルノフの辞任（解任）については、エリツィン政権で当時セミヤーの一員として隠然たる勢力を誇るボリス・ベレゾフスキーがザドルノフを嫌い、エリツィンを動かしたともいわれる。
1998年年末、エリツィン大統領に対し批判的な姿勢を見せていたユーリ・ルシコフ・モスクワ市長が代表を務める政治ブロック「祖国」と、ロシア連邦構成体である地方の共和国、州などの首長、議会議長などの政治ブロック「全ロシア」が合同し、新たな政治勢力を結成する動きが表面化した。モスクワ市長として高い評価を得ていたルシコフと、多数の地方代表が結集することは、エリツィン政権にとって脅威以外の何者でもなかった。1999年8月4日、エリツィン大統領は、「全ロシア」代表のミンチメル・シャイミーエフタタールスタン共和国大統領と会談し、ステパーシン首相を新たな政治勢力の代表に送り込むことで内部霍乱を謀ったが失敗に終わった。逆にルシコフ、シャイミーエフは同日の午後に新政治ブロック、選挙連合「祖国・全ロシア」を結成することに合意した。この連合には、地方に大きな影響力を持つ農業党も加わった。結局、8月9日、エリツィンはステパーシン首相を解任し、首相代行に内外ともに無名の存在だったウラジーミル・プーチン安全保障会議書記兼連邦保安庁長官を任命する。エリツィンはステパーシンの忠誠心と治安畑を歩んだ経歴を信頼したが、ステパーシンが当初期待されたほどにエリツィン及びセミヤーと呼ばれたエリツィン一家、政商、側近を守ることが出来ないと判断したため三ヶ月で首相を交代した。以後、ステパーシンは首相降板後、徐々にエリツィン批判に回り、野党のヤブロコに所属し1999年ロシア下院選挙に立候補、当選した。

## 新設・再編された省庁
- ロシア連邦連邦関係・民族問題省 (ロシア連邦民族政策省及びロシア連邦地域政策省のいくつかの機能を再編・改組)
- ロシア連邦教育省 (ロシア連邦一般・専門教育省を改組)
- ロシア連邦地域政策省をロシア連邦国家北部関係委員会に改組
- ロシア連邦体育文化・スポーツ・観光省 (1999年8月6日付ロシア連邦大統領令第724号によって設置)
- ロシア連邦報道・放送・マスコミュニケーション省 (1999年6月7日付ロシア連邦大統領令第885号によって設置)

## 閣僚
| 職名                                 | 氏名                                    | 氏名                           | 就任日        | 退任日        | 備考                                  |
| ------------------------------------ | --------------------------------------- | ------------------------------ | ------------- | ------------- | ------------------------------------- |
| 首相                                 |                                         | セルゲイ・ステパーシン         | 1999年5月19日 | 1999年8月9日  |                                       |
| 首相                                 |                                         | ウラジーミル・プーチン         | 1999年8月9日  | 1999年8月16日 | 首相代行。8月16日に正式に首相に就任。 |
| 第一副首相                           |                                         | ニコライ・アクショーネンコ     | 1999年5月19日 | 1999年8月9日  |                                       |
| 第一副首相                           |                                         | ミハイル・ザドルノフ           | 1999年5月25日 | 1999年5月28日 |                                       |
| 第一副首相                           |                                         | ヴィクトル・フリステンコ       | 2000年5月31日 | 1999年8月9日  |                                       |
| 第一副首相                           |                                         | ウラジーミル・プーチン         | 1999年8月9日  | 1999年8月16日 |                                       |
| 副首相                               |                                         | ワレンチナ・マトヴィエンコ     | 1999年5月19日 | 1999年8月9日  | 社会政策担当。                        |
| 副首相                               |                                         | ウラジーミル・シチェルバク     | 1999年5月26日 | 1999年8月9日  | 農相兼務。                            |
| 副首相                               |                                         | イリヤ・クレバノフ             | 1999年5月31日 | 1999年8月9日  | 軍産複合体担当。                      |
| 原子力相                             |                                         | エフゲニー・アダモフ           | 1999年5月19日 | 1999年8月9日  | プリマコフ内閣からの留任。            |
| 内相                                 |                                         | ウラジーミル・ルシャイロ       | 1999年5月19日 | 1999年8月9日  | プリマコフ内閣からの留任。            |
| 国家資産相                           |                                         | ファリット・ガジズーリン       | 1999年5月19日 | 1999年8月9日  | プリマコフ内閣からの留任。            |
| 非常事態相                           |                                         | セルゲイ・ショイグ             | 1999年5月19日 | 1999年8月9日  | プリマコフ内閣からの留任。            |
| 反独占政策・企業家支援相             |                                         | イリヤ・ユジャノフ             | 1999年5月31日 | 1999年8月9日  |                                       |
| 放送・報道・マスコミュニケーション相 |                                         | ミハイル・レシン               | 1999年7月6日  | 1999年8月9日  |                                       |
| CIS担当相                            |                                         | レオニード・ドラチェフスキー   | 1999年5月19日 | 1999年8月9日  |                                       |
| 税金・関税相                         |                                         | アレクサンドル・ポチノーク     | 1999年5月19日 | 1999年8月9日  |                                       |
| 保健相                               |                                         | ユーリ・シェフチェンコ         | 1999年7月5日  | 1999年8月9日  |                                       |
| 外相                                 |                                         | イーゴリ・イワノフ             | 1999年5月19日 | 1999年8月9日  | プリマコフ内閣からの留任。            |
| 文化相                               |                                         | ウラジーミル・エゴロフ         | 1999年5月19日 | 1999年8月9日  | プリマコフ内閣からの留任。            |
| 科学技術相                           |                                         | ミハイル・キルピチニコフ       | 1999年5月19日 | 1999年8月9日  |                                       |
| 国防相                               |                                         | イーゴリ・セルゲーエフ         | 1999年5月19日 | 1999年8月9日  | プリマコフ内閣からの留任。            |
| 教育相                               |                                         | ウラジーミル・フィリッポフ     | 1999年5月19日 | 1999年8月9日  | プリマコフ内閣からの留任。            |
| 連邦・民族問題相                     |                                         | ヴャチェスラフ・ミハイロフ     | 1999年5月19日 | 1999年8月9日  |                                       |
| 体育文化・スポーツ・観光相           |                                         | ボリス・イワンユジェンコフ     | 1999年6月24日 | 1999年8月9日  |                                       |
| 天然資源相                           |                                         | ヴィクトル・オルロフ           | 1999年5月19日 | 1999年8月9日  |                                       |
| 鉄道相                               |                                         | ウラジーミル・スタロステンコ   | 1999年5月29日 | 1999年8月9日  |                                       |
| 農業食糧相                           |                                         | ウラジーミル・シチェルバク     | 1999年5月19日 | 1999年8月9日  | 副首相兼務。                          |
| 燃料エネルギー相                     |                                         | ヴィクトル・カリュージヌイ     | 1999年5月19日 | 1999年8月9日  |                                       |
| 運輸相                               |                                         | セルゲイ・フランク             | 1999年5月19日 | 1999年8月9日  |                                       |
| 労働・社会開発相                     |                                         | セルゲイ・カラシニコフ         | 1999年5月19日 | 1999年8月9日  |                                       |
| 蔵相                                 |                                         | ミハイル・カシヤノフ           | 1999年5月19日 | 1999年8月9日  |                                       |
| 法相                                 |                                         | パーヴェル・クラシェニンニコフ | 1999年5月19日 | 1999年8月9日  |                                       |
| 経済相                               |                                         | アンドレイ・シャポヴァリヤンツ | 1999年5月31日 | 1999年5月7日  |                                       |
| 連邦大臣（国務相）                   |                                         | ラマザン・アブドゥラチポフ     | 1999年5月19日 | 1999年8月9日  |                                       |
| 内閣官房長官兼連邦大臣（国務相）     |                                         | アンドレイ・チェルネンコ       | 1999年5月19日 | 1999年8月9日  |                                       |
| 連邦大臣（国務相）                   | 画像外部リンク アレクサンドル・リフシツ | アレクサンドル・リフシツ       | 1999年6月28日 | 1999年8月9日  |                                       |
| 画像外部リンク                       |                                         |                                |               |               |                                       |
| アレクサンドル・リフシツ             |                                         |                                |               |               |                                       |